# Фламбування
Фламбува́ння (фр. flambage) — спосіб приготування їжі чи, частіше, кінцевий етап приготування, що полягає в обробці страви палаючим спиртом. Для цього їжу поливають невеликою кількістю спирту чи міцними алкогольними напоями, які можуть горіти, після чого підпалюють. Унаслідок страва набуває характерного смаку та аромату. Спирт може залишитися в малій кількості, і тоді його смак також додається до страви, однак зазвичай він вигорає повністю. Завдяки ефектності часто цей прийом використовують не так з кулінарною метою, як для видовищності.
Найчастіше фламбування використовують для м'ясних страв, аби надати їм присмаку, який схожий на той, що виникає під час приготування на вогнищі. Також часом фламбують кондитерські вироби, але тут це суто видовищний ефект — спиртом збризкують не сам виріб, а посуд.
Фламбування є досить ризикованим прийомом, тож в ресторанах зазвичай його роблять на підносах з глибокими кришками, щоб в разі чого загасити полум'я, накривши страву.